# ماريز كروغر
ماريز كروغر (بالإنجليزية: Marise Kruger)‏ مواليد 17 يوليو 1958 في بريتوريا، هي لاعبة كرة مضرب جنوب أفريقية سابقة وكانت تلعب باليد اليمنى. خاضت مسيرتها في التنس خلال فترة السبعينات الميلادية.

## روابط خارجية
- ماريز كروغر على موقع رابطة محترفات التنس (الإنجليزية)
- ماريز كروغر على موقع الاتحاد الدولي لكرة المضرب (الإنجليزية)
- ماريز كروغر على موقع خلاصة التنس.كوم (الإنجليزية)